# 幼馴染とはラブコメにならない
『幼馴染とはラブコメにならない』（おさななじみとはラブコメにならない）は、三簾真也による日本の漫画作品。ウェブコミック配信サイト『マガジンポケット』（講談社）にて、2022年3月22日より連載中。
2026年よりテレビアニメが放送予定。

## 登場人物
声の項はテレビアニメ版の声優。
界 世之介（さかい よのすけ）
本作の主人公。男子高校生。あだ名は「えーゆー」。
水萌 汐（みなも しお）
声 - 久住琳
世之介の幼なじみ。家が隣同士で、部屋も隣同士。そのため、時々窓越しに伝って世之介の部屋に入ってくる。
火威 灯（ひおどし あかり）
声 - 芹澤優
世之介の幼なじみ。
月見 るな（つきみ るな）
世之介の幼なじみ。学年は一つ下。妹キャラを前面に押し出しつつ世之介に迫っており、あざとい面もある。
日向 春（ひなた はる）
世之介の幼なじみ。褐色の肌で、陸上部短距離のエース。
木暮 梢（こぐれ こずえ）
世之介のはとこ。ずぼらな性格で、実家の自室や一人暮らしの自宅は「汚部屋」になっており、世之介が自宅を訪れた際には部屋を片付けていっている。のち国語教員として世之介らの高校に赴任する。実家は福井の大きな旅館。
オリアナ・マリーゴールド
世之介が小学3年生のとき、親の都合でアメリカから3か月だけ日本に来ており、その間世之介のクラスに転入していた女の子。今は世之介よりも背が高くなっている。昔から人見知りが激しかったが、それでも優しく接してくれた世之介を今もずっと慕っており、留学名目で再来日し皆と再会した際には「自分は（世之介の）2番目、3番目の妻でも構わない」と言ってのけるほど。ただ、悪徳なホームステイ先のせいで住み家を無くしてしまい、留学費用を稼ぐために夜間に道路工事のバイトをしているところを世之介に見つかってしまったことで、世之介の家に居候することとなった。2学期から世之介らのクラスに転入した。

## 書誌情報
- 三簾真也 『幼馴染とはラブコメにならない』 講談社〈KCデラックス〉、既刊16巻（2025年6月9日現在）
  1. 2022年8月9日発売[1][6]、ISBN 978-4-06-528636-4
  2. 2022年10月7日発売[7]、ISBN 978-4-06-529415-4
  3. 2022年12月9日発売[8]、ISBN 978-4-06-529943-2
  4. 2023年2月9日発売[9]、ISBN 978-4-06-530623-9
  5. 2023年5月9日発売[10]、ISBN 978-4-06-531563-7
  6. 2023年7月7日発売[11]、ISBN 978-4-06-532176-8
  7. 2023年9月8日発売[12]、ISBN 978-4-06-532885-9
  8. 2023年12月7日発売[13]、ISBN 978-4-06-533511-6
  9. 2024年2月8日発売[14]、ISBN 978-4-06-534555-9
  10. 2024年4月9日発売[15]、ISBN 978-4-06-535167-3
  11. 2024年7月9日発売[16]、ISBN 978-4-06-536121-4
  12. 2024年9月9日発売[17]、ISBN 978-4-06-536759-9
  13. 2024年11月8日発売[18]、ISBN 978-4-06-537419-1
  14. 2025年2月7日発売[19]、ISBN 978-4-06-538404-6
  15. 2025年4月9日発売[20]、ISBN 978-4-06-539049-8
  16. 2025年6月9日発売[21]、ISBN 978-4-06-539755-8

## 反響
2023年には、「次にくるマンガ大賞2023」でWebマンガ部門にノミネートされた。

## テレビアニメ
2025年4月に発表された。2026年に放送予定。

### スタッフ
- 原作 - 三簾真也[3]
- アニメーション制作 - 手塚プロダクション[3]